# Pistola d'água

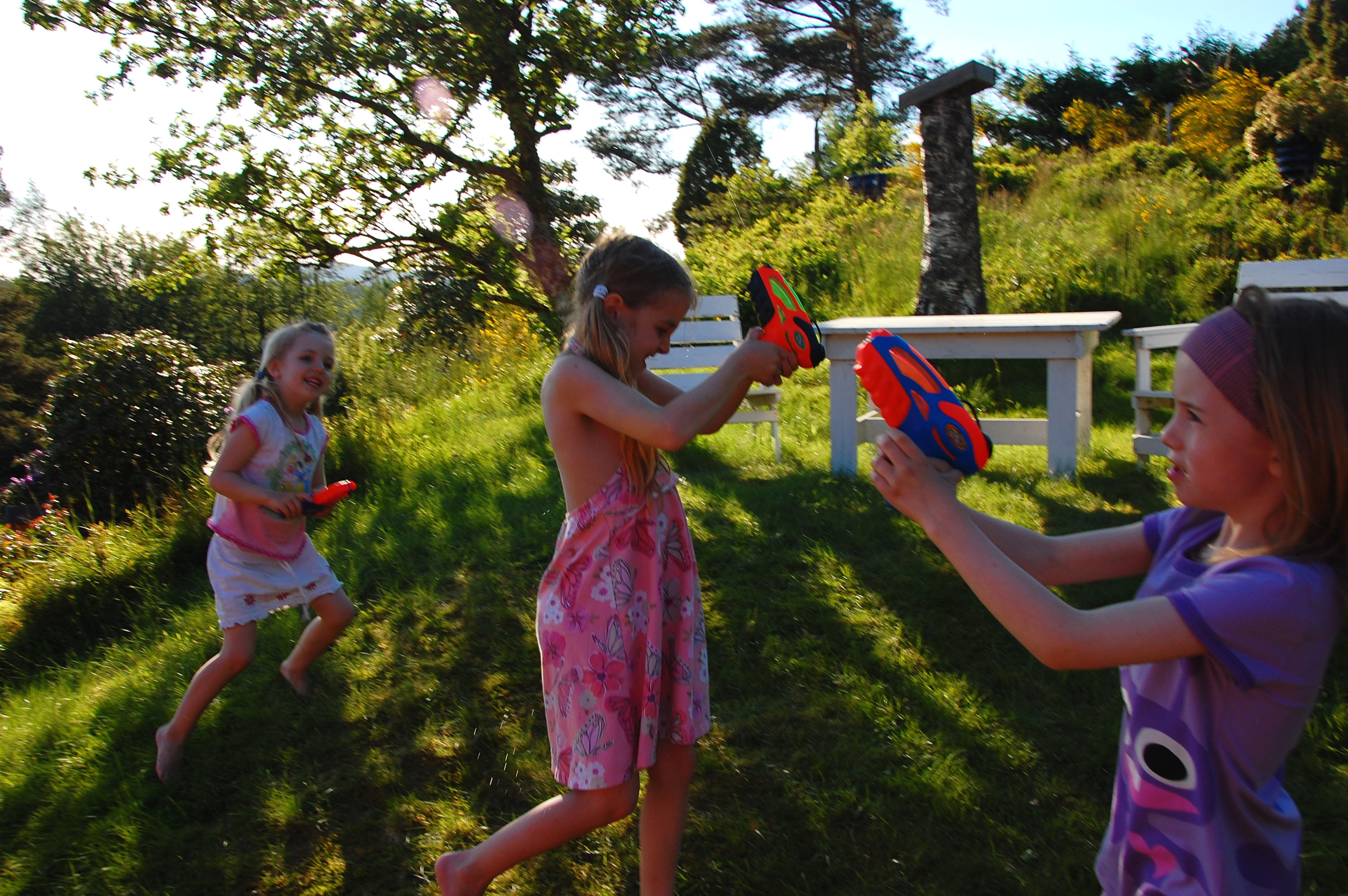
Crianças brincando com pistolas d'água

Uma pistola de água (ou revólver de água, lançador de água, ou arma de esguicho) é um tipo de arma de brinquedo projetada para atirar jatos de água. Similar a balões de água, o objetivo principal do brinquedo é molhar outra pessoa em um jogo recreativo, como uma guerra de água.
Historicamente, as pistolas de água eram feitas de metal e usavam peras de borracha para carregar e impulsionar a água através de uma tubeira como uma pipeta Pasteur. Embora o exemplo mais antigo de pistola de esguicho que sobreviveu date da patente de J.W. Wolff de 30 de junho de 1896,  representações de crianças usando dispositivos que espirram água datam de pelo menos o século XVI. Na pintura Jogos Infantis (1560) de Pieter Bruegel, o Velho, uma criança parece estar usando um brinquedo de esguicho para espirrar água, sugerindo formas primitivas de pistolas de água. A referência mais antiga conhecida a uma pistola de esguicho é datada de 35 anos antes da patente de Wolff, com a citação de 1861 do General William T. Sherman sobre o esforço para reprimir a secessão: "Ora, vocês poderiam muito bem tentar apagar as chamas de uma casa em chamas com uma pistola de esguicho."
Por muitos anos nos Estados Unidos e Canadá, regulamentos de importação e leis nacionais têm exigido que as pistolas de água sejam feitas de plástico transparente incolor ou colorido para torná-las mais difíceis de confundir com armas de fogo reais.

## Tipos

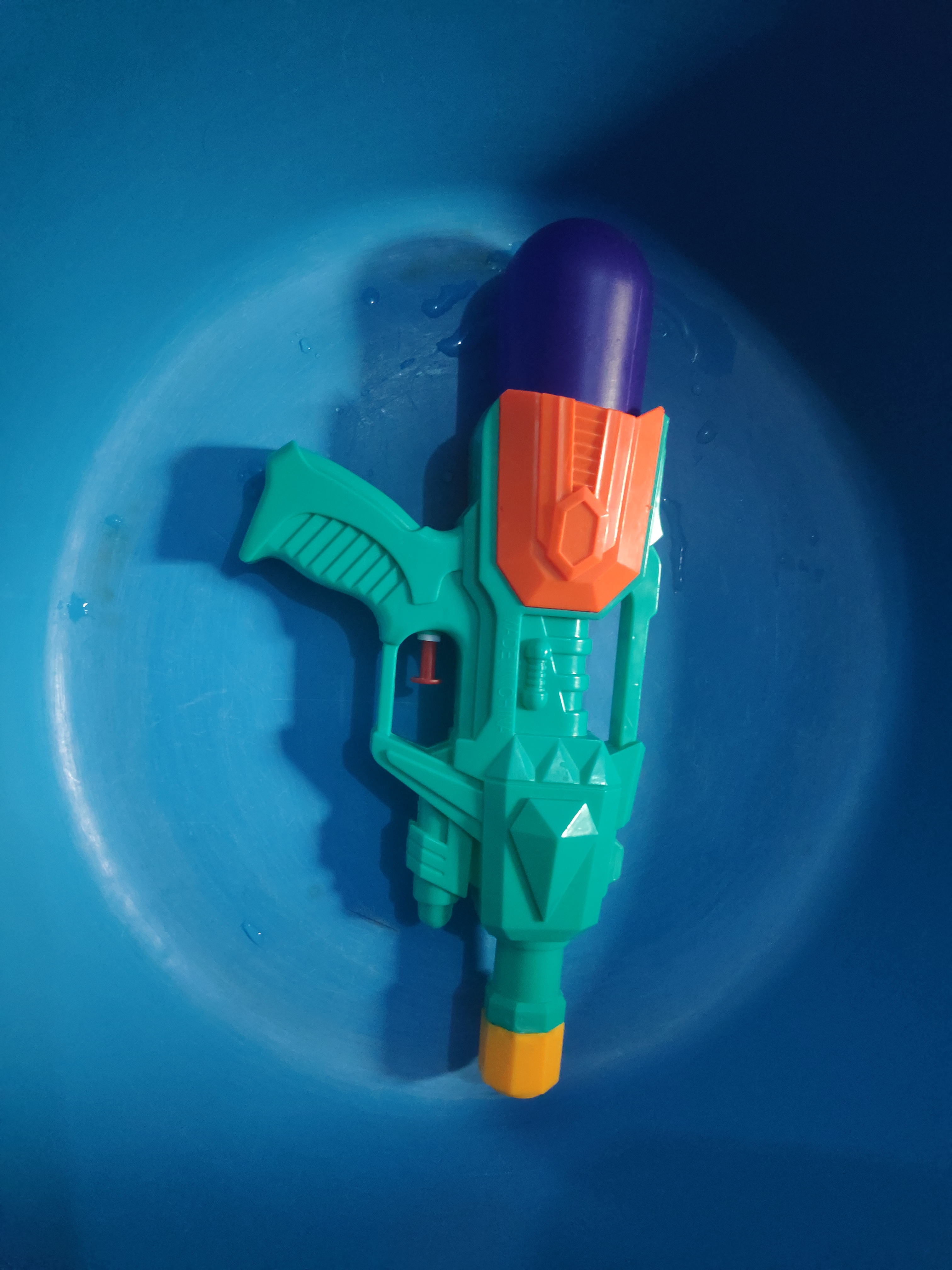
Uma pistola d'água dentro de um balde

### Peras de borracha
Similar a conta-gotas, as pistolas de água fabricadas mais antigas conhecidas utilizavam uma simples pera de borracha para dentro da qual a água podia ser puxada, sendo então expelida à força pelo bocal, apertando a pera rapidamente. Este projeto tem limitações inerentes quanto à quantidade de pressão que se pode atingir (totalmente dependente da força de aperto da mão do usuário), assim como a necessidade de recarregar após cada tiro.

### Pistola de pistão/esguicho
Muitas pistolas de água pequenas antigas usavam o mesmo mecanismo de bombeamento baseado em gatilho usado para borrifadores. Neste tipo de dispositivo, o gatilho aciona um eixo de bomba de deslocamento positivo. Com a ajuda de duas válvulas de retenção, frequentemente usando pequenos rolamentos de esfera, o fluido é puxado para a bomba a partir de um reservatório, sendo então forçado a sair pelo bocal ao apertar o gatilho. A simplicidade do mecanismo de pulverização permitiu que esses brinquedos fossem fabricados de forma barata, e permitiu que a maior parte do corpo fosse usada como reservatório. A limitação principal deste projeto é o volume de água que pode ser movido efetivamente por bombeamento. Aumentar o volume de bombeamento exigiria mais esforço do usuário para empurrar o fluido para fora, tornando projetos maiores impraticáveis. No entanto, esta tecnologia continua sendo amplamente utilizada hoje tanto em borrifadores quanto em pistolas de água pequenas que podem ser encontradas em uma grande variedade de formas e cores.
Uma bomba de pistão é outra versão deste sistema. Geralmente, elas são maiores do que pistolas de esguicho e borrifadores. As bombas de pistão não têm gatilho. Em vez disso, elas atiram movendo a bomba para frente e para trás. Embora a bomba de pistão tenha uma vazão maior do que as pistolas de esguicho, elas tendem a ser menos potentes do que pistolas de água pressurizadas.

### Seringa/pistão
Outro método simples empregado é do tipo seringa ou pistão. Em essência, a pistola de água é composta principalmente (às vezes exclusivamente) pelo mecanismo de bombeamento que compreende um eixo de bomba externo com uma haste interna de bombeamento e um selo à prova d'água. Isso permite que a água seja puxada para dentro da bomba conforme ela é estendida, sendo então ejetada à força para fora conforme a bomba é comprimida. O desempenho do jato depende da força do usuário. Alguns modelos, como a Super Soaker Power Soaker Jr. e a Stream Machines, puxam e expelem água pelos seus bocais. Este projeto exige uma fonte de abastecimento tipo balde. Outros modelos, como a Super Soaker Power Soaker Mighty Cannon e a Water Warriors Steady Stream, têm válvulas de retenção e um reservatório para portabilidade.

### Pequeno pistão motorizado
Durante os anos, a pistola de água motorizada estava no seu auge. Empresas como Entertech e Larami criaram pistolas de água modeladas a partir de armas popularizadas em filmes como Rambo. No coração destes dispositivos havia um pequeno motor e um virabrequim que convertiam um movimento rotativo em um movimento de bombeamento para frente e para trás para acionar uma pequena bomba semelhante àquelas encontradas nas pequenas pistolas de esguicho tipo borrifador. O desempenho do jato frequentemente não era melhorado, mas o motor eliminava a necessidade de bombear, o que tornava os brinquedos populares. As maiores desvantagens eram que elas gastavam pilhas rapidamente e que muitos lançadores de gatilho podiam superá-las, tornando os lançadores motorizados a classe mais baixa. No entanto, sua principal força — e consequente razão para desuso — era seu estilo realista. Depois que algumas dessas pistolas de água com formato realista causaram tiros acidentais pela polícia, regras mais rígidas sobre formatos e coloração de pistolas de água foram elaboradas nos Estados Unidos.[carece de fontes?]

Comparação de pistolas de água simples (A), com reservatório pressurizado a ar (B), com câmara de pressão separada de ar (C) e Sistema de Pressão Constante (D): Em (A), empurrar o gatilho (1) expele o conteúdo do cilindro pelo bocal; soltá-lo o recarrega do reservatório (2). Em (B), bombear o pistão (3) força ar para dentro do reservatório (4), aumentando sua pressão; abrir a válvula (5) expele o conteúdo do reservatório. Em (C), puxar o pistão para fora (6) aspira água do reservatório não pressurizado (7), enquanto empurrá-lo para dentro pressuriza a câmara de disparo (8); acionar a válvula (9) expele o conteúdo da câmara. Em (D), a câmara de disparo é substituída por uma bolsa elástica (8a) que exerce pressão mais uniforme sobre a água.

### Reservatório pressurizado a ar
O reservatório pressurizado a ar foi introduzido pela Cosmic Liquidator, mas ficou famoso pela marca de pistolas de água Super Soaker. Neste dispositivo, uma bomba é usada para empurrar ar para dentro de um reservatório parcialmente cheio de água. O reservatório é de outra forma hermético, mas tem uma válvula para deixar o ar que entra passar da bomba, assim como uma válvula controlada manualmente operada pelo usuário, comumente ativada puxando um gatilho. Conforme mais ar é bombeado para dentro, o ar no reservatório é comprimido, aumentando a pressão; a água fica sob pressão pelo ar agora comprimido. Ao abrir a válvula do bocal, a água é empurrada para fora através do bocal conforme o ar pressurizado tenta reequilibrar com a pressão atmosférica. Este sistema permite que a energia de bombeamento seja armazenada e usada conforme necessário. Além disso, diferente dos métodos mencionados acima, este sistema de pressão de ar permite a produção de um jato de água uniforme e contínuo.
A limitação deste projeto foi a necessidade de um grande número de bombadas para pressurizar um reservatório maior. Além disso, reservatórios mal vedados tornariam a pistola de água inútil. Além do mais, essas pistolas de água não poderiam ser recarregadas a menos que sejam esvaziadas e despressurizadas. Abrir uma pistola com reservatório pressurizado enquanto ainda há pressão restante no sistema pode resultar em um farto spray de água local ou até mesmo um lançamento inesperado da pistola de água e/ou do reservatório para fora das mãos de alguém.

### Câmara de pressão/câmara de queima
O sistema de câmara de pressão ou disparo separada, à base de ar, funciona com base no mesmo princípio físico que o sistema de reservatório pressurizado, mas em vez de pressurizar o reservatório, uma câmara separada de volume fixo é incluída na pistola de água, para onde a água é bombeada, comprimindo o ar que está dentro. Esta tecnologia foi usada pela primeira vez na Super Soaker SS 100. Isso permite que o reservatório seja removido/aberto a qualquer momento para recarga, já que o reservatório não é pressurizado. Além disso, o tamanho tipicamente menor da câmara de pressão e o fato de que a água é tipicamente bombeada, em oposição ao ar, reduzem o número médio de bombadas necessárias para atingir uma pressão funcional. Para melhorar o desempenho, alguns usuários optam por pré-pressurizar a câmara de disparo bombeando ar primeiro. Isso aumenta a pressão inicial dentro da câmara, aumentando assim a pressão média geral experimentada pela água quando ela é bombeada para a câmara de pressão.

### Câmara de pressão com ar e água separados
Embora seja baseada em ar, a câmara de pressão com separação de ar e água tem um êmbolo deslizante que separa o ar comprimido da água. Esta tecnologia até agora só foi vista na Série Aqua Master PreCharger da Water Warriors. Um botão ou alavanca é usado para alternar se a bomba está preparando/pré-pressurizando a câmara de pressão com ar ou se a bomba está movendo água para dentro da câmara de pressão. Assim como a pré-pressurização nas pistolas de água com Câmara de Pressão Separada, a câmara de pressão de ar/água separada leva isso um passo adiante, prevenindo a liberação acidental e indesejada do ar pré-pressurizado, mantendo-o separado da água por um divisor de pistão deslizante. Depois que toda a água é expelida da câmara de pressão, o pistão deslizante impede a perda do ar pressurizado, reduzindo assim o número de vezes que a pistola de água precisa ser bombeada para atingir a pressão de disparo ideal.

### Molas
Outro meio de pressurizar ou impulsionar a água usado em algumas pistolas de água é o uso de molas de metal. Embora incomum, existem lançadores que utilizam esta técnica. A série Waterball tem mecanismos de catapulta baseados em molas para lançar bolas de água pelo seu bocal. A Water Warriors Steady Stream usa mecanismos baseados em molas como uma espécie de capacitor de água para permitir que esta pistola de água, que de outra forma seria baseada em pistão, produza um jato de água constante, desde que o usuário bombeie rápido o suficiente. Além disso, a Super Soaker Quick Blast emprega uma câmara de disparo baseada em mola para impulsionar seu jato para frente.

### Bombas peristálticas
Sistemas de bomba peristáltica também foram usados em alguns modelos de pistolas de água, mais notavelmente as pistolas de água originais Shield Blaster da Mattel. Neste sistema, uma bomba rotativa é usada para mover roletes ao longo de um pedaço de tubo compressível. Conforme os roletes se movem, eles empurram a água ao longo do tubo. A força exercida pela bomba depende tanto da velocidade de rotação quanto da espessura do tubo usado. Jatos verdadeiramente contínuos não podem ser produzidos, pois a presença física dos roletes significa que haverá lacunas parciais no fluxo. No entanto, se o bombeamento for feito rápido o suficiente, o resultado final é um jato virtualmente suave.

### Sistemas híbridos
Há também várias pistolas de água que empregam uma variedade de sistemas de pressurização para impulsionar a água.
1. 1 2 3  «Oldest Known Water Guns / Water Blasters :: :: iSoaker.com». www.isoaker.com. Consultado em 10 de maio de 2025
2. ↑  «PDF da patente de John Water Wolff de 30 de junho de 1896 para "Pistola de Água"» (PDF). 10 de maio de 2025. Consultado em 10 de maio de 2025
3. ↑  Water-gun (US563114A), 30 de junho de 1896, consultado em 10 de maio de 2025
4. ↑  «"Jogos de Criança" do Bruegel» (PDF). 10 de maio de 2025. Consultado em 10 de maio de 2025
5. ↑  Samuel M. Bowman and Richard B. Irwin, Sherman and His Campaigns (New York, 1865), 25.
6. ↑  «The largest watergun museum on the internet. Hundreds of different water pistols and supersoakers on display.». web.archive.org. 17 de julho de 2001. Consultado em 10 de maio de 2025
7. 1 2 3 4 5  «iSoaker.com - Soaker Technology: Basics». web.archive.org. 8 de julho de 2009. Consultado em 10 de maio de 2025
8. ↑  «iSoaker.com - Larami Uzi, Manufactured by: Larami Ltd., 0». web.archive.org. 19 de janeiro de 2009. Consultado em 10 de maio de 2025
9. ↑  «Cosmic Liquidator Review, Manufactured by: Sun Products Corp., 1978 :: :: iSoaker.com». www.isoaker.com. Consultado em 10 de maio de 2025
10. ↑  «iSoaker.com - Water Warriors Aqua Master Precharge System». web.archive.org. 14 de setembro de 2008. Consultado em 10 de maio de 2025
11. ↑  «Water Ball SL175 Review, Manufactured by: Wild Planet, 2003 :: :: iSoaker.com». www.isoaker.com. Consultado em 10 de maio de 2025
12. ↑  «Water Warriors Steady Stream Review, Manufactured by: Buzz Bee Toys Inc., 2007 :: :: iSoaker.com». www.isoaker.com. Consultado em 10 de maio de 2025